# Южные Нидерланды

Австрийские Нидерланды в 1789 году

Южные Нидерланды (нидерл. Zuidelijke Nederlanden, фр. Pays-Bas méridionaux или Pays-Bas du Sud) — южная часть исторических Нидерландов, отделившаяся в 1581 году от северных провинций и остававшаяся в составе Испанской империи до 1714 года (Испанские Нидерланды), а в 1714—1794 годах находившаяся в составе Габсбургской монархии (Австрийские Нидерланды).
Термин появился, когда штатгальтеру Алессандро Фарнезе удалось сохранить для испанской короны южные (преимущественно католические) провинции Габсбургских Нидерландов, восставших против короля Филиппа II в ходе Нидерландской революции, в то время как протестантские северные земли выделились в  Республику Соединённых провинций.

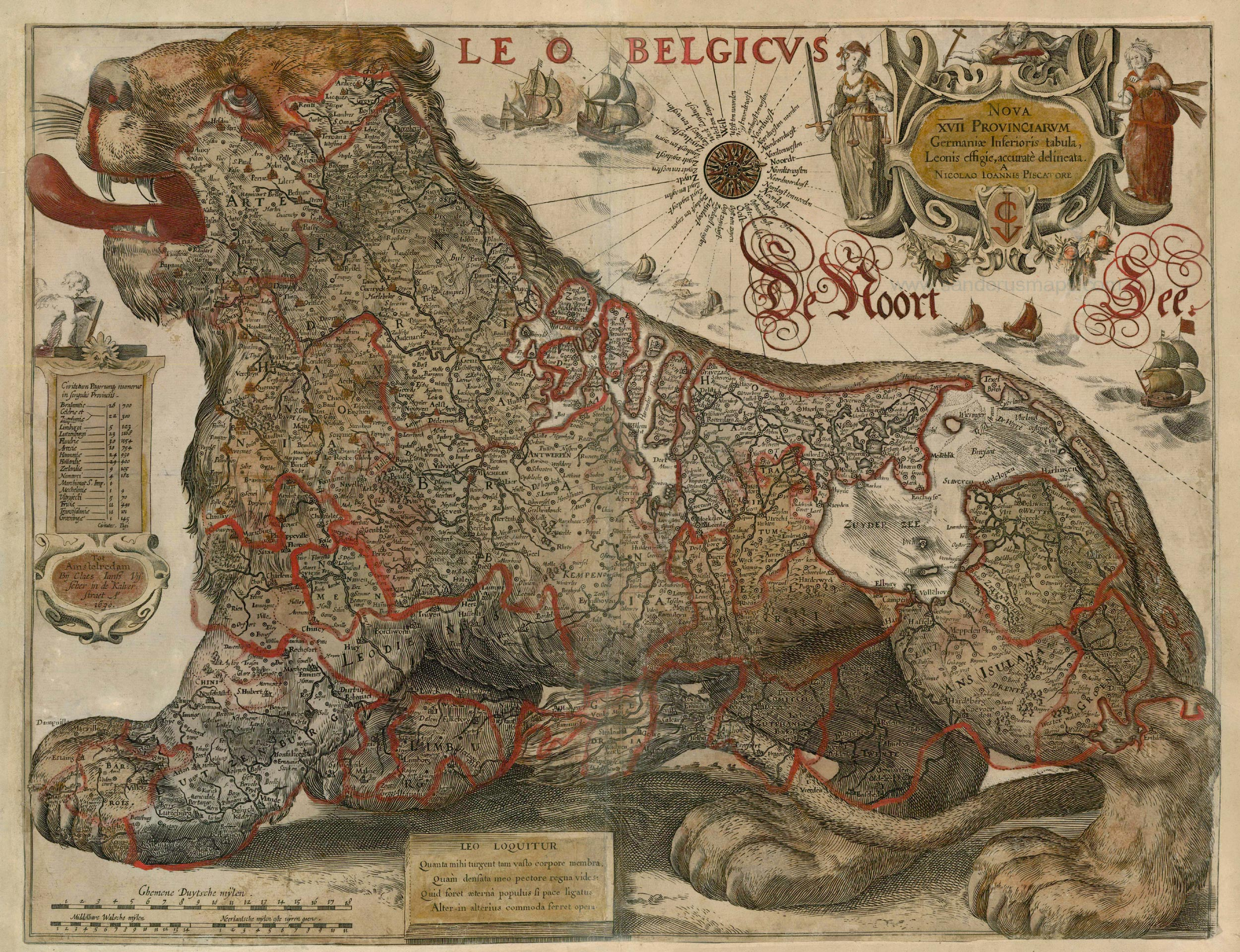
«Бельгийский лев». Карта Клааса Янсона Висхера (1630)

Столицей Южных Нидерландов являлся Брюссель. В состав Южных Нидерландов включались следующие земли:
- графство Артуа с городом Камбре (по Нимвегенскому мирному договору 1678 года отторгнуты от Нидерландов в пользу Франции, ныне регион Север — Па-де-Кале);
- графство Фландрия с городом Турне;
- герцогство Люксембург;
- герцогство Лимбург;
- графство Геннегау (Эно);
- графство Намюр;
- графство Мехелен;
- герцогство Брабант;
- четверть герцогства Гелдерланд.

После пресечения испанской ветви Габсбургов и Войны за испанское наследство южные провинции по Раштаттскскому миру 1714 года перешли под управление императора Священноримской империи. Местное население было недовольно таким положением и в 1789 году восстало против имперской администрации, в результате чего в январе 1790 года были созданы Бельгийские соединённые штаты, просуществовавшие до декабря того же года. Во время Войны первой коалиции в 1794 году Южные Нидерланды были присоединены к Франции, разделены на девять департаментов и оставались в таком положении до 1815 года.
Венский конгресс 1815 года наконец объединил Южные Нидерланды с Северными (а также епископством Льежским) в единое государство, однако уже через 15 лет католическое большинство южных провинций вновь обрело политическую субъектность, выделившись в Королевство Бельгия. Помимо Бельгии, на территории Южных Нидерландов ныне находится ещё одно политическое образование — Великое герцогство Люксембург.